# Centre international de physique théorique
Le Centre international Abdus-Salam de physique théorique (International Centre for Theoretical Physics, ICTP) est un institut international de recherche pour les sciences physiques et mathématiques.

## Histoire
Le Centre fonctionne en vertu d'un accord tripartite entre le gouvernement italien, l'Organisation des Nations unies pour l'éducation, la science et la culture (UNESCO), et l'Agence internationale de l'énergie atomique (AIEA). Il est situé près du château de Miramare, à environ 10 kilomètres de la ville de Trieste, en Italie. Le centre a été fondé en 1964 par le prix Nobel pakistanais Abdus Salam qui en devient le premier directeur.
Le CIPT fait partie du Système de Trieste, un réseau national et international d'instituts scientifiques à Trieste, promu par le physicien italien Paolo Budinich (en), et il est membre institutionnel de la Société mathématique européenne.

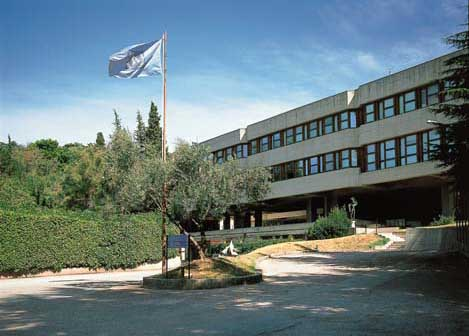
Centre international de physique théorique à Trieste.

## Missions
- Favoriser le développement d'études avancées et de la recherche en sciences physiques et mathématiques, en particulier dans le soutien de l'excellence dans les pays en développement ;
- Développer des programmes scientifiques en gardant à l'esprit les besoins des pays en développement, et fournir un forum international de contact scientifique pour les chercheurs de tous les pays ;
- Mener des recherches sur les normes internationales les plus élevées et maintenir un environnement propice à la recherche scientifique pour l'ensemble de la communauté de l'ICTP[2],[3].

## Recherches
La recherche au CIPT est effectuée par sept sections scientifiques :
- Hautes énergies, cosmologie et astroparticules
- Matière condensée et Physique Statistique
- Mathématiques
- Physique du Système terrestre
- Physique Appliquée
- Sciences de la Vie quantitatives
- De nouveaux domaines de recherche (dont des études liées à l'Énergie et la soutenabilité, et des Sciences de l'Informatique).

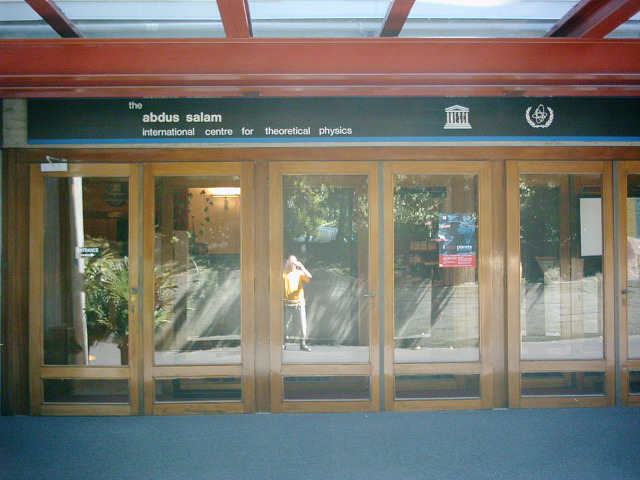
Entrée du Centre international de physique théorique à Trieste.

La communauté scientifique au CIPT comporte des équipes de chercheurs, des chercheurs postdoctoraux et des visiteurs à long et à court terme engagés dans des recherches indépendantes ou collaboratives. Tout au long de l'année, les sections organisent des conférences, des ateliers, des séminaires et des colloques dans leurs domaines respectifs. Le CIPT a aussi les programmes de visite spécifiquement pour les visiteurs scientifiques venant de pays en développement, y compris des programmes en termes de fédération et d'association.

## Les programmes de troisième cycle
Le CIPT propose des formations pré-doctorales et des programmes d'études réalisées en collaboration avec d'autres instituts, pour les étudiants de pays en développement  dans les domaines de la physique et des mathématiques.
En collaboration avec d'autres instituts, le CIPT propose une maîtrise et un doctorat en physique et en mathématiques.
En outre, le CIPT collabore avec les laboratoires locaux, dont l'Elettra Synchrotron Light Laboratory pour fournir des possibilités de bourses de recherche et de laboratoire.

## Prix et récompenses
Le CIPT a mis en place des prix honorifiques afin d'encourager la recherche de haut niveau dans les domaines de la physique et des mathématiques.
- La médaille Dirac - Pour les scientifiques qui ont apporté d'importantes contributions à la physique théorique.
- Le prix CIPT - Pour les jeunes scientifiques de pays en développement.
- Le prix  ICO/ICTP Gallieno Denardo - Pour une contribution significative au domaine de l'optique[10].
- Le prix ICTP Ramanujan - Pour les jeunes mathématiciens des pays en développement.

## Les directions régionales
Le 6 février 2012, le CIPT a ouvert une branche régionale, l'Institut CIPT sud-américain pour la recherche fondamentale, à São Paulo au Brésil. Ses activités sont calquées sur celles de l'ICTP.

## Publication
En 2007, le CIPT a créé la revue révisée par les pairs et en accès libre African Review of Physics, actuellement sous le nom de African Physical Review.